# Джано Ветусто
Джа̀но Вету̀сто (на италиански: Giano Vetusto) е село и община в Южна Италия, провинция Казерта, регион Кампания. Разположено е на 225 m надморска височина. Населението на общината е 670 души (към 2010 г.).